# Hannes Reinmayr
Hannes Reinmayr (* 23. August 1969 in Wien) ist ein ehemaliger österreichischer Fußballspieler und heutiger -trainer.

## Karriere
Der gelernte Stahlbauschlosser Reinmayr spielte in seiner Jugend bei Kaiserebersdorf und kam 1987 als 17-Jähriger zur Wiener Austria. Für die Veilchen bestritt er lediglich zwei Partien als Einwechselspieler und kam dabei auf 44 Spielminuten. Im Oktober 1988 wurde das junge Mittelfeldtalent bis zum Ende der Saison an den Zweitdivisionär FC Salzburg verliehen. Nach weiteren Stationen in Österreich (darunter Vienna und Austria Salzburg, bei denen er sich spielerisch enorm weiterentwickelte) ging er nach Deutschland zum Zweitligisten MSV Duisburg, mit dem er noch 1992/93 den Aufstieg in die Bundesliga schaffte. Nach der Saison 1993/94 wurde er von Ewald Lienen aus dem Kader befördert, um Platz für Nicht-EU-Länder zu machen, da die Verpflichtung des bei der Fußball-Weltmeisterschaft 1994 spielenden nigerianischen Nationalspielers Emmanuel Amuneke anstand. Der Nigerianer wechselte am Ende jedoch zu Benfica Lissabon. Ein Angebot des SK Sturm Graz hatte er nach seinem Abgang von Duisburg ausgeschlagen und wechselte stattdessen zu Bayer Uerdingen, um in der deutschen Bundesliga zu bleiben und eventuell in dieser Fuß zu fassen. In Uerdingen konnte er sich jedoch aus gesundheitlichen Gründen nicht durchsetzen – er stand knapp vor einem Blinddarmdurchbruch, musste sich einer schweren Operation unterziehen und bekam danach auch noch Drüsenfieber – und brachte es auf lediglich 15 für ihn persönlich torlose Meisterschaftseinsätze.
Nachdem er mehrere Angebote von österreichischen Vereinen (darunter Austria Wien und Austria Salzburg) erhalten hatte, wechselte Reinmayr 1995 zum SK Sturm Graz. Dort spielte er bis 2002 und bildete gemeinsam mit Ivica Vastić und Mario Haas das damals berühmte Magische Dreieck. Bei den Grazern hatte Reinmayr mit dem zweifachen Gewinn des österreichischen Meistertitels 1998 und 1999, drei Cupsiegen, drei Supercuperfolgen und dem Erreichen der Champions-League-Zwischenrunde 2000 seine größten sportlichen Erfolge.
Im Jänner 2002 wechselte der Mittelfeldspieler zum 1. FC Saarbrücken in die zweite deutsche Bundesliga, spielte dort eine Woche unter Heribert Weber und danach unter Thomas Dooley, beendete das kurze Gastspiel bereits wieder im Sommer desselben Jahres und unterschrieb beim damaligen österreichischen Zweitligisten SV Mattersburg. Bei den Burgenländern hielt es den „Weltenbummler“, wie er aufgrund seiner vielen Stationen genannt wurde, allerdings auch nur während des Herbstdurchgangs. Trotzdem zählte er zur Meistermannschaft der Ersten Liga und stieg in die Bundesliga auf. Nach seinem Gastspiel in Mattersburg, als er mit der Mannschaft in die Bundesliga aufstieg, beendete Reinmayr seine Karriere als Profifußballer und nahm ein Engagement beim Kärntner Regionalligisten SK St. Andrä im Lavanttal an, das er 2006 beendete und fungierte danach bis zum Jänner 2007 als Co-Trainer der Lavanttaler. Während seiner Zeit als Fußballer in der ersten österreichischen Bundesliga erzielte er 52 Tore, davon 41 für Sturm Graz.
Im Jänner 2007 wurde Reinmayr als Betreuer der Amateurmannschaft von Sturm Graz vorgestellt und kehrte damit ebenso wie Mario Haas, als Zweiter des ehemaligen magischen Dreiecks, zu den Grazern zurück. Nach eineinhalb Jahren wechselte er im Sommer 2008 als Co-Trainer zum Bundesligisten SK Austria Kärnten. Nach dem Konkurs des Vereins und der damit verbundenen Einstellung des Spielbetriebs verließ Reinmayr Klagenfurt und wechselte als Trainer zum steirischen Landesligisten SC Kalsdorf. Von April bis Ende Juni 2011 war Reinmayr Trainer der Union Thalheim in Oberösterreich. Weitere Stationen waren der SV Gössendorf, der SV Gleinstätten, der SC Fürstenfeld, der SV Tobelbad, der DSV Leoben, der TSV Pöllau und der SK Werndorf.
Seit der Saison 2022/23 trainiert Reinmayer den SV Lannach.

## Nationalmannschaft
Sein Debüt in der österreichischen Nationalmannschaft feierte Reinmayr am 27. Oktober 1993 im Spiel gegen Israel. Unter Teamchef Herbert Prohaska gehörte er 1998 dem Team für die Fußballweltmeisterschaft in Frankreich an und kam auch bei einem Spiel zum Einsatz. Sein letztes Match im Dress der österreichischen Nationalmannschaft war die historische 0:9-Schlappe vom 27. März 1999 in Valencia gegen Spanien. Insgesamt brachte er es auf 14 Länderspiele und vier Tore für das Nationalteam.

## Erfolge
- Österreichischer Meister: 1998, 1999 (Sturm Graz)
- Österreichischer Pokalsieger: 1996, 1997, 1999 (Sturm Graz)
- Österreichischer Supercupsieger: 1996, 1998, 1999 (Sturm Graz)
- Österreichischer Vizemeister: 1992 (Austria Salzburg)
- Österreichisches Pokalfinale: 1998 (Sturm Graz)
- Österreichisches Supercupfinale: 1997
- Meister Erste-Liga (2 Spst.): 2003 (SV Mattersburg)
- Champions-League-Teilnehmer: 1998, 1999, 2000 (Gruppensieger Sturm Graz)
- 14 Länderspiele und 4 Tore für die österreichische Nationalmannschaft von 1993 bis 1999
- Teilnahme Weltmeisterschaft 1998 in Frankreich